# Oasi Golena di Canalnovo
L'Oasi Golena di Canalnovo è un'oasi di protezione della fauna e flora selvatica sita nei pressi di Canalnovo, frazione del comune di Villanova Marchesana, nella Provincia di Rovigo. L'area, che si trova all'interno del parco regionale veneto del Delta del Po ed è una delle quattro aree di protezione istituite dalla sezione provinciale del WWF Italia, prende nome dalla sua collocazione in un'area golenale, lo spazio piano collocato tra la riva e il suo argine, a sinistra della parte finale del corso del fiume Po, gestita congiuntamente dal WWF, sede di Rovigo, e dalla locale amministrazione comunale.

## Territorio
Si tratta di una zona umida che comprende un territorio di circa 50 ettari di estensione, dei quali 25 gestiti dal WWF, sita nelle vicinanze dell'abitato di Canalnovo e negli immediati pressi dell'argine sinistro del fiume Po, nella zona, detta golena, che è dedicata al contenimento delle acque nei periodi di piena.